# Idiostoloidea
Idiostoloidea è una superfamiglia di insetti Pentatomomorfi (ordine Rhynchota, sottordine Heteroptera).

## Descrizione
Gli Idiostoloidea sono insetti dalla forma oblungo-ovoidale, con capo provvisto di ocelli e con antenne e rostro composti da quattro segmenti.

## Sistematica
La superfamiglia è un raggruppamento molto piccolo, comprendente specie presenti solo nelle foreste pluviali temperate dell'emisfero australe. Si suddivide in due famiglie:
- Henicocoridae. Comprende la sola specie Henicocoris monteithi WOODWARD, 1968, endemica dell'Australia sudorientale.
- Idiostolidae. Rappresentata nell'entomofauna del Cile, dell'Argentina e dell'Australia, comprende tre generi con sole quattro specie.